# Acer amamiense
Acer amamiense é uma espécie de árvore do gênero Acer, pertencente à família Aceraceae.